# Lerntheorie der Internationalisierung
Die betriebswirtschaftliche Lerntheorie der Internationalisierung oder Stufentheorie der Internationalisierung von Jan Johanson und Jan-Erik Vahlne (Universität Uppsala) ist einer der meistzitierten theoretischen Ansätze zur Erklärung der Betätigung von Unternehmen auf ausländischen Märkten. Johanson/Vahlne führen die Internationalisierung von Unternehmungen nicht primär auf ökonomische Faktoren zurück, sondern auf verhaltensorientierte wie Wissen, Lernen und Erfahrungen.
Das Modell beschreibt den Eintritt von Unternehmen in einen ausländischen Absatzmarkt als Prozess, der in vier Stufen verläuft.
1. Ad-hoc-Exportaktivitäten in geografisch nahe Märkte,
2. regelmäßiger Export in weiter entfernte Märkte,
3. Verkaufsniederlassung im Ausland,
4. Errichtung von Produktionsstätten im Ausland.

Das Ziel dieses stufenweisen Vorgehens ist einerseits die Verringerung der Risiken, die die Internationalisierung mit sich bringt. Andererseits hat man mit der Absolvierung einer Stufe wertvolle Erfahrungen gesammelt, die bei einem weiteren Schritt vorteilhaft, ja sogar notwendig sein können.

## Belege
1. ↑  Holtbrügge, S. 2
2. ↑  Beobachtungsnetz der europäischen KMU: Internationalisierung der KMU (Memento des Originals vom 18. Juli 2007 im Internet Archive)  Info: Der Archivlink wurde automatisch eingesetzt und noch nicht geprüft. Bitte prüfe Original- und Archivlink gemäß Anleitung und entferne dann diesen Hinweis.